# Odkrywka

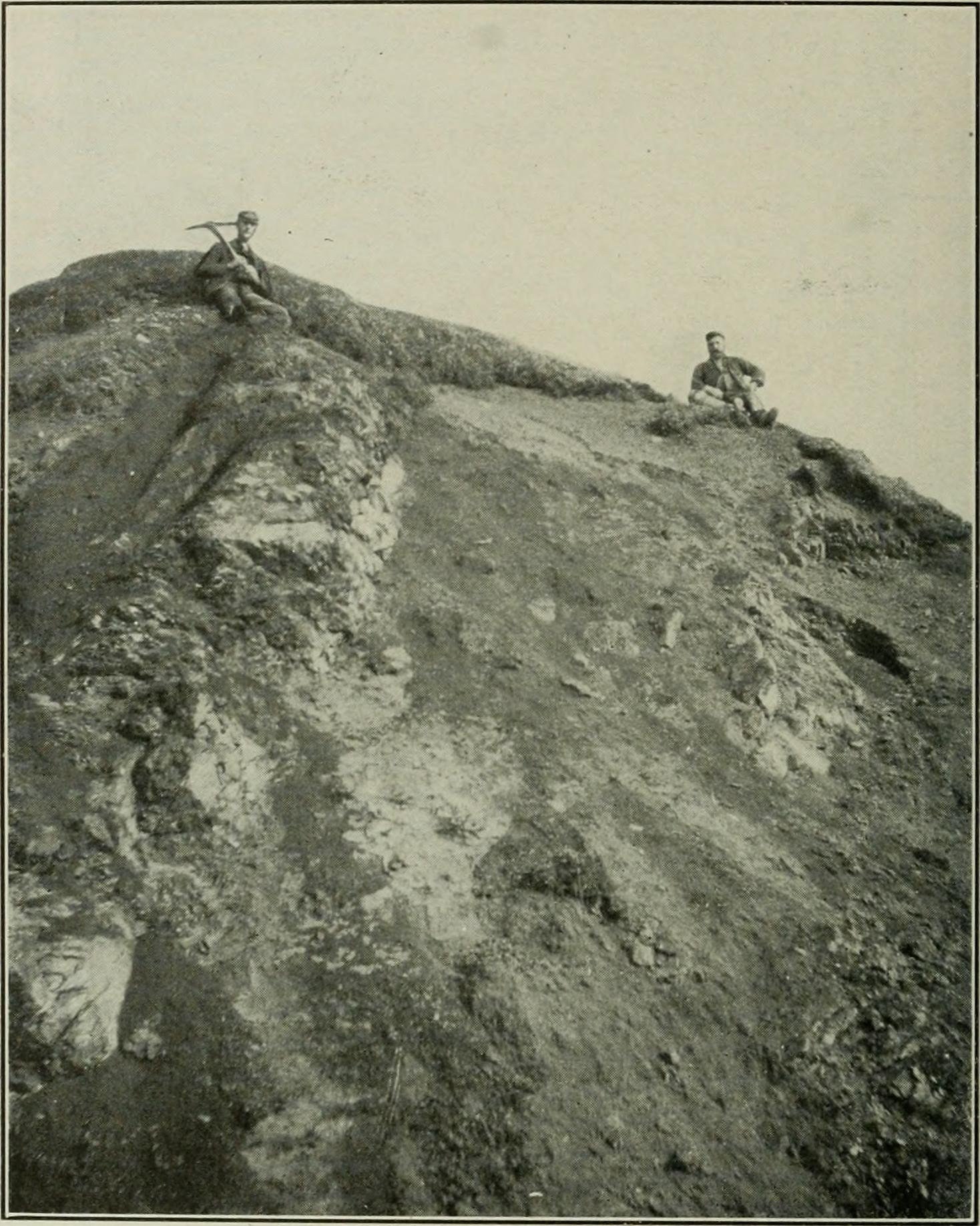
Wychodnia węgla na Alasce, fot. 1891

Odkrywka – w górnictwie przypowierzchniowe złoże surowca, odsłonięte geologiczne, w sposób naturalny (erozja) lub sztuczny (przez człowieka).
Odkrywki stanowiły pierwszy etap w historii rozwoju górnictwa ze względu na bezpośrednią dostępność złoża i uważane są za pierwsze kopalnie naziemne – zwane od sposobu wydobycia kopalniami odkrywkowymi.